# Нереида (жена Гелона II)
Нереида (др.-греч. Νηρηΐς; III век до н. э.) — супруга сиракузского царя Гелона II.

## Биография
Возможно, отцом Нереиды был эпирский царь Пирр II.
Если исходить из примечания Тита Ливия, что Нереида была «внучкой (скорее, чем дочерью) Пирра», то тогда ее родителями, скорее всего, были состоящие в браке Александр II и его единокровная сестра Олимпиада II. Тогда Пирр II являлся не отцом, а братом Нереиды.
Юстин не уточняет этот момент, говоря лишь о том, что после смерти Олимпиады и ее сыновей, «из всего царского рода остались только две девушки», в том числе и Нереида.
Нереида вышла замуж за Гелона — сына Гиерона II. В этом браке родился Гиероним — последний царь независимых Сиракуз, наследовавший в 215 году до н. э. власть после смерти своего деда, так как Гелон умер еще при жизни Гиерона II. Возможно, что дочерью Нереиды была и Гармония, так как о других браках ее отца Гелона неизвестно.
По словам Павсания, Нереида была дочерью Пирра, «сына Эакида», однако это явная хронологическая ошибка, так как Пирр умер, когда Гелон еще не родился. Однако Полибий также говорил о том, что Гиероним был внуком Пирра как «единственного человека, которого все сицилийцы по собственному почину и из любви выбрали себе в вожди и цари.»
При раскопках античного театра в Сиракузах была найдена надпись с именем Нереиды.